# Ombronesus
Ombronesus là một chi rêu trong họ Ptychomniaceae.